# Monolith (album de Kansas)
Pour les articles homonymes, voir Monolith.
 (mars 2014).
Si vous disposez d'ouvrages ou d'articles de référence ou si vous connaissez des sites web de qualité traitant du thème abordé ici, merci de compléter l'article en donnant les références utiles à sa vérifiabilité et en les liant à la section « Notes et références ».
Albums de Kansas
Two for the Show
(1978) Audio-Visions
(1980)
Monolith est le 6e album studio du groupe de rock progressif Kansas, sorti en 1979. Classé numéro 10 du Billboard, il est le 3ème et dernier album de Kansas à entrer dans le top 10.

## L'album
Il s'agit du premier album que le groupe produit lui-même, et le troisième album studio classé dans le top 10 du Billboard 200.Son premier single est People of the South Wind. On retrouve aussi d'autres chansons de qualité dans la même veine que les albums précédents du groupe tels que Angels Have Fallen, Away from You et surtout A Glimpse of Home. 
Cependant, souffrant d'un manque de single vraiment vendeur (le premier single, People of the South Wind, ne se classe pas mieux que 30e en août 1979), les ventes démarrant faiblement. Le groupe se précipite alors pour lancer un deuxième single, Reason To Be, dont la composition est plus proche de son titre le plus célèbre Dust In The Wind. Ce deuxième single se classe 52e, loin du succès de ce dernier, mais permet de renforcer les ventes de l'album, lesquelles montent alors à plus de 800.000 exemplaires, apportant au groupe un disque d'or, et même de platine au début 1990.

## Titres
1. On the Other Side (Livgren) (6:23)
2. People of the South Wind (Livgren) (3:40)
3. Angels Have Fallen (Walsh) (6:36)
4. How My Soul Cries out for You (Walsh) (5:18)
5. A Glimpse of Home (Livgren) (7:10)
6. Away from You (Walsh) (4:21)
7. Stay out of Trouble (Walsh/Steinhardt/Williams) (4:12)
8. Reason to Be (Livgren) (3:49)

## Musiciens
- Steve Walsh : claviers, chant
- Kerry Livgren : claviers, guitares
- Rich Williams : guitares
- Robby Steinhardt : violon, chant
- Dave Hope : basse
- Phil Ehart : batterie, percussions